# Antonio Maria Bononcini
Pour les articles homonymes, voir Bononcini.
Antonio Maria Bononcini (né le 18 juin 1677 à Modène - mort dans la même ville le 8 juillet 1726) était un violoncelliste et compositeur italien de la période baroque.

## Biographie
Antonio Maria Bononcini fils de Giovanni Maria Bononcini, fit carrière dans l'ombre de son frère, Giovanni Battista Bononcini, pendant de nombreuses années. On le rencontre à Vienne et à Berlin où il écrit des opéras et des oratorios. En 1716, il revient à Modène, sa ville natale, pour s'occuper d'abord du théâtre puis de la chapelle du duc d'Este (1721).

## Opéras
- Tigrane, re d'Armenia (1710)
- I veri amici (1715)
- Il tiranno eroe (1715)
- Sesostri re d'Egitto (1716)
- La conquista del vello d'oro (1717)
- Astianatte (1718)
- Griselda (1718)
- Nino (1720)
- Merope (1721)
- Endimione (1721)
- Rosiclea in Dania (1721)

## Oratorios
- Il trionfo della grazia (1707)

## Autres
- La decollazione di S. Giovanni Battista
- des cantates
- une messe à 5 voix
- un Stabat Mater à 4 voix.